# 切尔西 (阿拉巴马州)
33°19′45″N 86°39′3″W / 33.32917°N 86.65083°W
切尔西（英文：Chelsea），是美国阿拉巴马州謝爾比縣的一座城市。面积约为21.35平方英里（约合55.28平方公里）。根据2010年美国人口普查，该市有人口10,183人，人口密度为477.07/平方英里（约合184.21/平方公里）。